# Danh sách đĩa đơn quán quân năm 1951 (Mỹ)
Đây là danh sách đĩa đơn đứng đầu của Hoa Kỳ trong năm 1951, được xuất bản trong tạp chí âm nhạc Billboard dựa trên số lượng bán ra tại các cửa hàng:
| Đĩa đơn |
| --- |
| - Patti Page - Tennessee Waltz - 9 Tuần (30.12.1950 - 2.3) - Perry Como - If - 1 Tuần (3.3 - 9.3) - Mario Lanza - Be My Love - 1 Tuần (10.3 - 16.3) - Perry Como - If - 5 Tuần (17.3 - 20.4) - Les Paul & Mary Ford - How High The Moon - 9 Tuần (21.4 - 22.6) - Nat King Cole - Too Young - 5 Tuần (23.6 - 27.7) - Rosemary Clooney - Come On-A My House - 6 Tuần (28.7 - 7.9) - Tony Bennett - Because Of You - 8 Tuần (8.9 - 2.11) - Tony Bennett - Cold Cold Heart - 8 Tuần (3.11 - 14.12) - Eddy Howard - Sin (It's No Sin) - 2 Tuần (15.12 - 28.12) - Johnnie Ray - Cry - 11 Tuần (29.12 - 14.3.1952) |